# Cataglyphis argentatus
Cataglyphis argentatus är en myrart som först beskrevs av O. Radoszkowsky 1876.  Cataglyphis argentatus ingår i släktet Cataglyphis och familjen myror. Inga underarter finns listade.